# 대한민국 상법 제638조의3
대한민국 상법 제638조의3은 보험약관의 교부, 명시의무에 대한 상법 회사법의 조문이다.

## 조문
제638조의3 (보험약관의 교부·명시 의무) ① 보험자는 보험계약을 체결할 때에 보험계약자에게 보험약관을 교부하고 그 약관의 중요한 내용을 알려주어야 한다.

②보험자가 제1항의 규정에 위반한 때에는 보험계약자는 보험계약이 성립한 날부터 3월내에 그 계약을 취소할 수 있다.

## 같이 보기
- 약관규제법